# Aboa Vetus Ars Nova
Aboa Vetus Ars Nova, alternativt Aboa Vetus & Ars Nova, är ett arkeologiskt museum och ett konstmuseum i Åbo i Finland.
Museet öppnade år 1995 i Villa von Rettig. Det så kallade Rettigska palatset uppfördes år 1928 som privatbostad åt familjen Rettig och köptes år 1991 av Stiftelsen Matti Koivurinnan Säätiö som museum för sin konstsamling.
Konstmuseet Ars Nova visar  nutidskonst av finska och utländska konstnärer samt olika specialutställningar.
I samband med renoveringen fann man ett medeltida stadskvarter under byggnaden och beslöt att utvidga museet med ett arkeologiskt-historiskt museum, kallat Aboa Vetus. Det är det enda av sitt slag i Finland och är uppbyggt runt ett utgrävt stadskvarter med ursprungliga kullerstensgator och källarvalv. I anslutning till utgrävningarna finns  temautställningar och multimediaframställningar om livet i Åbo under medeltiden.